# 第90回全日本アイスホッケー選手権大会
第90回全日本アイスホッケー選手権大会（だい90かい ぜんにほんアイスホッケーせんしゅけんたいかい）は、2022年12月15日から12月18日まで、長野市若里多目的スポーツアリーナで開催された全日本アイスホッケー選手権大会。
東北フリーブレイズが優勝した。

## 大会概要
以下が大会概要である。
主催
- 公益財団法人 日本アイスホッケー連盟

共催
- 長野市
- 信濃毎日新聞社

主管
- 長野県アイスホッケー連盟

出場資格を有するチーム
- アジアリーグアイスホッケーの5チーム
- 第90回全日本アイスホッケー選手権大会（Ａ）予選会を勝ち抜いた社会人チームの4 チーム
- 関東大学アイスホッケーリーグ戦上位２チーム
- 関西学生アイスホッケーリーグ戦優勝チーム

大会協賛
- 株式会社太陽生命保険
- 株式会社西武・プリンスホテルズワールドワイド
- 株式会社長谷工コーポレーション

放送・配信
- 日本アイスホッケー連盟Youtubeチャンネルで全試合を配信
- NHK BS1にて準決勝2試合、決勝1試合の計3試合を生中継

## 出場チーム
以下が参加チームである。
- DYNAX
- ひがし北海道クレインズ
- タダノ
- レッドイーグルス北海道
- 日本製鉄室蘭アイスホッケー部
- 明治大学
- 東北フリーブレイズ
- 東洋大学
- 横浜GRITS
- 関西大学
- 香川アイスフェローズ
- H.C.栃木日光アイスバックス

## 試合結果
以下が試合結果である。
1回戦
- 明治大学 5-3 香川アイスフェローズ
- 横浜GRITS 11-4 DYNAX
- 関西大学 3-4 タダノ
- 東洋大学 7-2 日本製鉄室蘭アイスホッケー部

2回戦
- 明治大学 3-6 レッドイーグルス北海道
- ひがし北海道クレインズ 4-3 横浜GRITS
- タダノ 2-16 東北フリーブレイズ
- Ｈ.Ｃ.栃木日光アイスバックス 4-0 東洋大学

準決勝
- ひがし北海道クレインズ 2-1 レッドイーグルス北海道
- Ｈ.Ｃ.栃木日光アイスバックス 4-5 東北フリーブレイズ

3位決定戦
- レッドイーグルス北海道 4-3 Ｈ.Ｃ.栃木日光アイスバックス

決勝
- ひがし北海道クレインズ 3-4 東北フリーブレイズ

## 表彰
以下が表彰選手である。
| 部門       | 受賞者     | 所属                   |
| 最優秀選手 | 橋本三千雄 | 東北フリーブレイズ     |
| 最優秀新人 | 磯谷奏汰   | ひがし北海道クレインズ |
| ベストGK   | 橋本三千雄 | 東北フリーブレイズ     |
| ベストDF   | 佐々木祐希 | 東北フリーブレイズ     |
| ベストDF   | 杵渕周真   | 東北フリーブレイズ     |
| ベストFW   | 田中遼     | 東北フリーブレイズ     |
| ベストFW   | 生江太樹   | 東北フリーブレイズ     |
| ベストFW   | 大津晃介   | ひがし北海道クレインズ |